# Gold-Zug von Wałbrzych
Bei dem Gold-Zug von Wałbrzych (auch Panzerzug von Wałbrzych oder Nazi-Zug von Wałbrzych genannt) soll es sich um einen gepanzerten, seit dem Zweiten Weltkrieg (1944/45) vermissten Sonderzug in einem Stollen nahe der polnischen Stadt Wałbrzych (Waldenburg) handeln, der von Nationalsozialisten geraubtes Gold, Kunstschätze oder Industriematerialien transportiert haben soll.
Die moderne Sage kam erstmals in den 1970er Jahren auf. Es gibt (Stand 2021) keinerlei bekannte Belege, Indizien oder Beweise für die Existenz eines solchen Zuges.
2015 behaupteten zwei Männer, sie hätten konkrete Hinweise über seinen Verbleib, umfangreiche Suchmaßnahmen brachten jedoch keine Ergebnisse.

## Umfeld
Wałbrzych befindet sich in der Woiwodschaft Niederschlesien. Nördlich der Stadt liegt das größte Schloss Schlesiens, das Schloss Książ (früher Schloss Fürstenstein). Die Nationalsozialisten errichteten während des Zweiten Weltkrieges Tunnelsysteme unterhalb des Schlosses und umliegender Berge, die zum Projekt Riese gehörten.

## Geschichte
Gegen Ende des Zweiten Weltkrieges sollen ranghohe NS-Funktionäre von Breslau einen Zug Richtung Südwesten auf die Strecke geschickt haben. Der Zug soll mit rund 300 Tonnen Gold, Kunstwerken und Schmuck beladen gewesen sein. In der Nähe von Waldenburg – dem heutigen Wałbrzych – sei der Zug in einem unterirdischen Stollen der Gegend versteckt worden, der zum Projekt Riese gehörte.

## Vorgeblicher Fund 2015

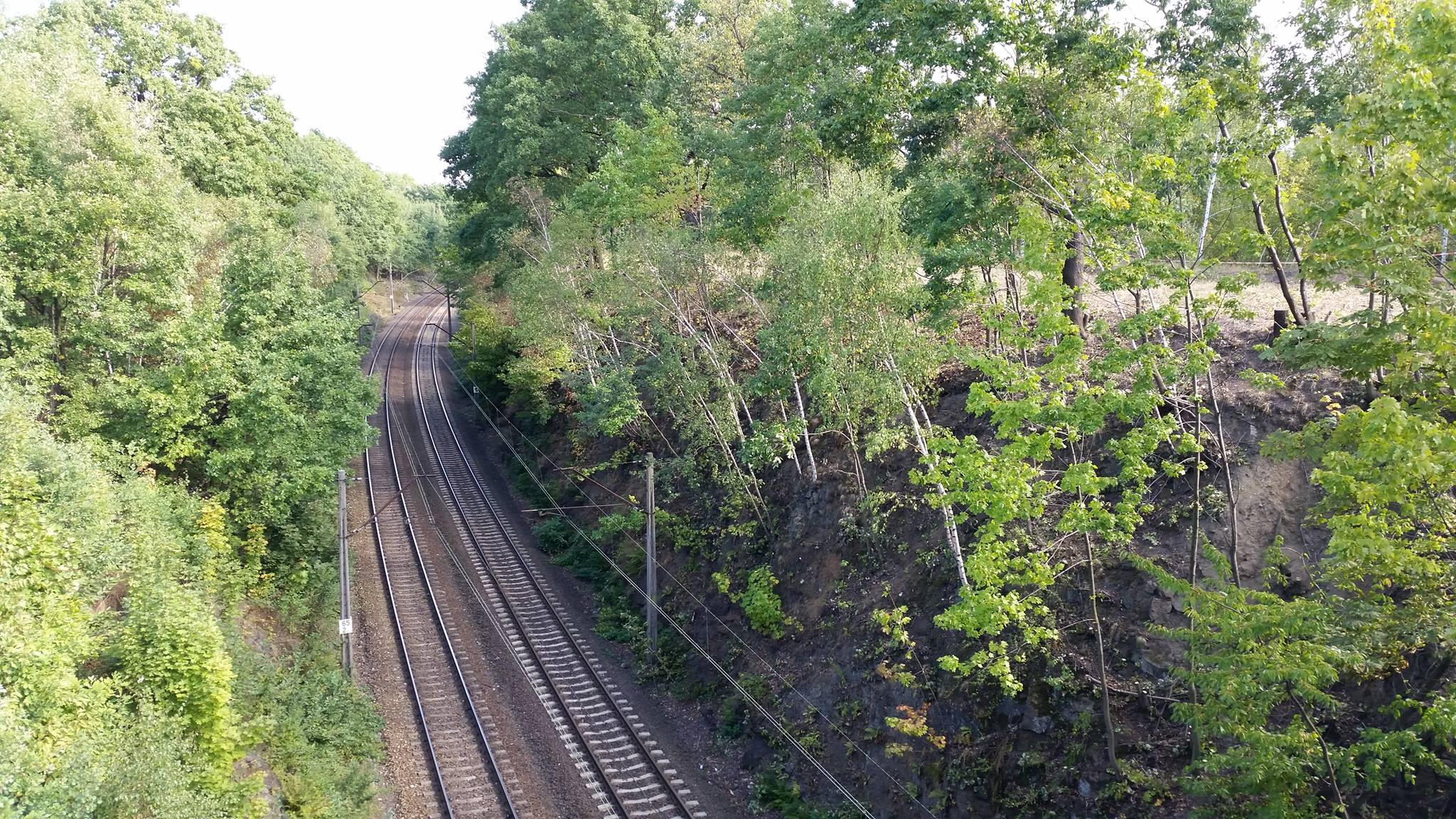
Situation bei Streckenkilometer 65,2, in dessen Nähe sich der Zug befinden soll

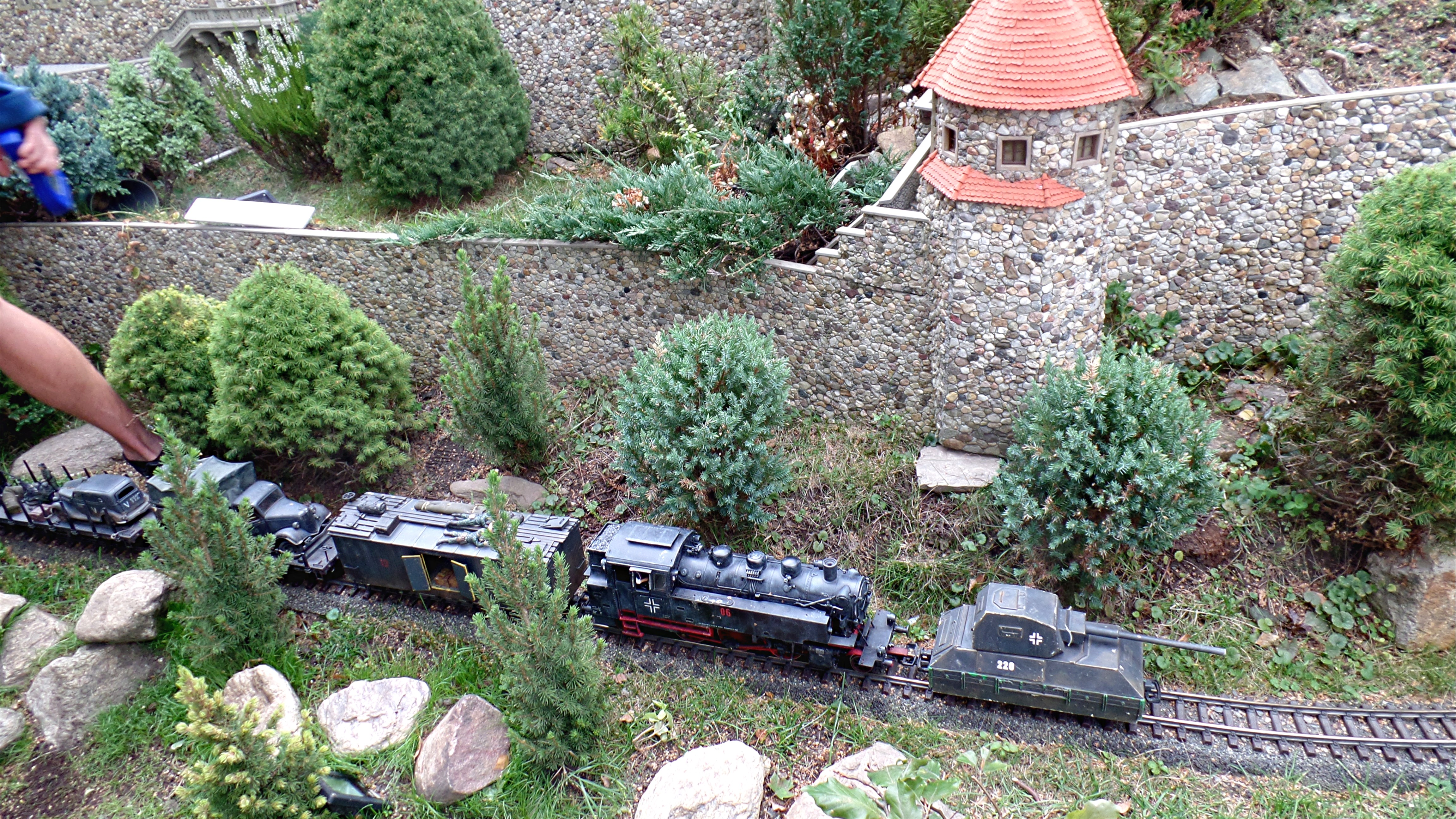
Gold-Zug mit Panzer im Miniaturpark von Kowary vor dem Schloss Fürstenstein

Ein Pole und ein Deutscher (Piotr Koper und Andreas Richter) behaupteten im August 2015, sie hätten Indizien für einen 120 bis 150 m langen Panzerzug bei Wałbrzych gefunden, und beanspruchten per Anwalt 10 Prozent des (erhofften) Wertes als Finderlohn. In der Nähe von Streckenkilometer 65 der Bahnstrecke Wrocław–Wałbrzych, nahe Wałbrzych, sollte der Gold-Zug (auf Polnisch: złoty pociąg) in 70 m Tiefe liegen.
Polens stellvertretender Kulturminister Piotr Żuchowski hatte 2015 als ursprüngliche Quelle dieser Information einen Mann genannt, der an seinem Sterbebett erzählt haben soll, er habe geholfen, den Zug zu verstecken.
Behörden warnten Schatzsucher vor möglichen Minen in möglichen unterirdischen Tunneln und die Polizei sicherte die Gegend.
„Wir betrachten diesen angeblichen Fund mit höchster Vorsicht. Wir wissen sehr gut, dass es im Laufe der letzten Jahrzehnte sehr viele solche Informationen gab“, sagte der Bürgermeister von Wałbrzych, Roman Szelemej. Das Interesse in der Szene der Schatzsucher war nach dem Bekanntwerden der Vermutungen auch international groß; die Stadt traf Vorkehrungen, dass an der vermeintlichen Fundstelle nicht weiter gegraben wurde.
In der Nacht zu Montag, dem 31. August 2015, gab es in der Nähe der Fundstelle einen Brand, bei dem 200 m² Wald vernichtet wurden.
Piotr Żuchowski äußerte sich bei der Präsentation eines Georadarbildes, „zu 99 Prozent sicher zu sein“, dass in der Gegend um Wałbrzych tatsächlich ein gepanzerter Zug gefunden werde. Die polnische Kulturministerin Małgorzata Omilanowska äußerte: „Die Wahrscheinlichkeit, dass da etwas ist“ sei groß.
Im September 2015 wurde diese Abbildung als Fälschung entlarvt.
Tomasz Smolarz, der Leiter der Bezirksregierung in Breslau, äußerte Zweifel an der Existenz des Fundes und dementierte die Existenz von Georadaraufnahmen: „Wir können nicht sicher sagen, dass der so genannte Gold-Zug sich in der Umgebung von Wałbrzych befindet“. Die Dokumente, die der Bürgermeister von Wałbrzych von den angeblichen Findern des deutschen Panzerzugs erhalten habe, enthielten keine Georadar-Aufnahmen. Er ließ verlauten: „Alle Informationen stützen sich auf eine Mitteilung von ein paar Seiten und eine unleserliche Karte.“
Am 1. September 2015 sagte der polnische Verteidigungsminister Tomasz Siemoniak technische Hilfe bei der Suche nach dem vermuteten Panzerzug mittels Bodenradar zu.
Anfang September 2015 gaben Koper und Richter zu, dass es sich bei der Georadaraufnahme nur um ein Beispielbild handele. Um weitere Untersuchungen mittels Bodenradar anstellen zu können, wurde von der Polnischen Eisenbahn ein Waldstück gerodet und parallel dazu vom polnischen Militär der Boden auf Munitionsreste und Sprengstoffe untersucht.
Bei weiteren Untersuchungen durch Mitarbeiter der Bergbauakademie Krakau Ende 2015 wurden keine Belege für die Existenz eines Zuges gefunden. Jedoch halten die polnischen Wissenschaftler nach Analyse der neuen Daten das Vorhandensein eines Tunnels für möglich.

## Suchgrabungen 2016
Anfang Juni 2016 gaben Piotr Koper und Andreas Richter an, dass sie nun alle Genehmigungen der lokalen Behörden, der Eisenbahn-Gesellschaft und auch des Denkmalamtes hätten und im Juli mit Probebohrungen beginnen könnten. Diesen sollten im Falle eines Fundes Grabungen folgen.
Tatsächlich begannen die Grabungsarbeiten am 16. August 2016, die mit 125.000 Euro finanziert wurden.
Am 25. August 2016 wurde bekannt, dass die Suchgrabung an der Grabungsstelle erfolglos war und vorerst aufgegeben werde.

## Entwicklung seit 2017
Anfang Dezember 2016 wurde von den Unternehmern die Absicht erklärt, eine Stiftung zu gründen, Geld zu sammeln und im Jahr 2017 Bohrungen in bis zu 20 Metern Tiefe durchzuführen.
Bei der dritten Suchaktion im Juni 2017 unter Mitarbeit eines geophysikalischen Unternehmens aus Warschau stieß das Grabungsteam auf sieben Hohlräume, von denen wiederum vermutet wurde, dass es sich um den Bahntunnel handeln könnte. Der Fund machte Tiefenbohrungen notwendig, die nach Angaben der Unternehmer Kosten in Höhe von mindestens 100.000 Złoty (etwa 23.000 Euro) für die Genehmigungen und die eigentliche Grabung verursachen würden. Die Grabungen waren für das Frühjahr oder den Sommer 2018 geplant, wenn sich Sponsoren gefunden hätten.
Im August 2018 verließ Richter das Grabungsteam, ohne dass erneut tief gegraben wurde. Koper kündigte die Fortsetzung der Suche an.